# 郑张尚芳
郑张尚芳（1933年8月9日—2018年5月19日），原名郑祥芳、郑张祥芳，曾用笔名尚芳，浙江温州人，中国语言学家，主要从事汉语音韵学、汉藏语比较研究及上古汉语构拟。他是郑张-潘体系建立者之一，汉语古音学说代表性八大家之一。
郑张尚芳生前为中国语言学会、汉语方言学会等多个学会会员，曾任北京语言大学、上海师范大学、南开大学等多所大学教授。

## 生平
1933年8月，郑张尚芳出生于浙江省永嘉县，出生时名为郑祥芳。其父亲是温州瓯江布厂工人，因参加工人运动而被通缉，被迫离开家乡，因而郑张尚芳自小被寄养在外祖父家中。其外祖父家中有一本清朝留下来的杂字簿，这激发了他对方言的兴趣。自小学五年级起，郑张尚芳就开始注重收集温州方言资料。高中时，通过赵元任《现代吴语研究》自学国际音标。
1952年，郑张尚芳从当时的温州市立中学（今温州第二高级中学）高中毕业，但因家庭出身问题未能就读大学，因而没有大学学历，此后于北京地质学院专修班学物探。后来又先后从事地质部物探、温州市五马中学民办教师、温州市图书馆编目员等工作。他利用业余时间研究语言学，因常在温州图书馆自学，因此他自己戏称为“温州图书馆大学毕业”:592。1955年至1964年，先后发表拼音、方言等大小文章10余篇。
1962年，郑张尚芳将自己所写的十万余字的《温州方言记编写计划与音节提纲》寄给中国科学院，此举引起了语言学家吕叔湘的重视。此后，在吕叔湘等语言学家的帮助下，郑张尚芳逐渐成为了具有专业水平的语言研究者。1964年，又在《中国语文》上发表了总长度十万多字的《温州音系》和《温州方言的连读变调》两篇论文，这两篇论文占去了当时《中国语文》第一、二期页数的四分之三。
文革期间，郑张尚芳在渔业机械厂做工人，这段时间里，他结识了同样无法考上大学的工人潘悟云和沈克成。后两者在郑张尚芳的鼓励、支持和引领下都成为了语言学家。
1978年至1981年，郑张尚芳参加《汉语大词典》温州师范学院编写组。1980年，考取中国社会科学院语言研究所副研究员，在方言研究所工作，1991年升为研究员，1994年开始享受中国国务院特殊津贴，同年退休。退休后郑张尚芳继续进行学术研究。相比退休前，退休之后的郑张尚芳潜心专注于古音研究和汉藏语言的比较研究，他于2003年出版了《上古音系》，系统而完整地建立了拟构了上古汉语发音，这本书标志着郑张体系的建立。
2016年，郑张尚芳一度中风住院。2017年下半年，郑张尚芳被查出患有肿瘤，此后返回家乡温州，因肿瘤和肺部感染在家乡住院治疗。住院治疗后，郑张尚芳仍然在写文章。2018年4月，郑张尚芳陷入昏迷，期间一度苏醒。5月19日晨，郑张尚芳在温州逝世。逝世后，许多方言研究机构、出版社和大学纷纷发来唁电，许多学者也送挽联或发文悼念。

## 学术成就
郑张尚芳的主要研究方向是汉藏语比较研究和汉语音韵学，郑张尚芳通过比较汉藏语系内部同源词，对上古汉语的音韵系统进行了构拟，与潘悟云一道建立了上古拟音郑张—潘体系（Zhengzhang-Pan System）。在未同国外学者交流的情况下，郑张和潘悟云与国外的白一平等人几乎同时拟构出了上古汉语六元音系统。除上古拟音外，郑张尚芳对中古汉语和近古汉语音系也有所研究。郑张尚芳自幼收集温州方言资料，为温州话的保护和研究做出了巨大的贡献。郑张尚芳还通过其他语言来释读《越人歌》、《白狼王歌》古代诗歌，并以此研究古越语、白狼语等已经灭亡的语言的系属。

## 著作
《上古音系》是郑张尚芳在上古汉语研究领域最主要的著作，以1981年《上古音系表解》为基础不断补充完善而来。郑张与其弟子潘悟云合作编写了《汉字字音演变大字典》，作为《汉字形音义演变大字典》系列的一部分，不仅收录了郑张拟音和潘悟云拟音，还收录了王力、李方桂、高本汉等人的拟音。在温州方言方面，郑张尚芳写作了具有权威性的专业志《温州方言志》；《温州方言文献集成》则由他与沈克成合著，收录了其花大半辈子时间收集和整理来的温州方言，直到郑张尚芳离世，这套书尚未完全出版。
郑张尚芳一生在各类期刊上发表了百余篇论文，其中几十篇收录入《郑张尚芳语言学论文集》。在郑张尚芳去世前，他还嘱托其子郑任钊，希望在其死后能将《郑张尚芳温州及浙南方言论集》出版。郑张尚芳还参与了《中国语言地图集》和《汉语大词典》的编写工作。郑张尚芳负责《中国语言地图集》中吴语、安徽南部方言和粤北方言部分的编写和绘制，他为此做了大量的田野调查，将地圖集中其所負責的區域精度精确到乡镇一级。

### 部分著作列表
- . 北京: 中华书局. 2008. ISBN 9787101060362. OCLC 244816246.
- . 北京: 中华书局. 2012. ISBN 9787101061055. OCLC 815829431.
- 第一版. 上海: 上海教育出版社. 2003年.
- 第二版. 上海: 上海教育出版社. 2013年.
- . 南昌: 江西教育出版社. 2012年.（郑张尚芳、潘悟云合著）[26][27]
- . 杭州: 浙江人民出版社. 2013.（与沈克成合作主编）[28]

## 逸闻
郑张尚芳原名郑祥芳，在中学求学期间，他发现有许多同学与他同名，这给他带来了很大的不便。高中时，出于方便以及父母平等的思想，他把自己的姓氏改为雙姓郑张。由于華人社會有女性嫁人后在姓名前冠夫姓的习惯，因而许多对他不熟悉的人误以为他是女性，甚至在论文中以"she"、"her"称呼。但郑张尚芳对此并不在意。

## 评价
语言学家丁邦新认为，郑张尚芳没有大学学历却能取得如此大的成就，为中国语言学界的一位奇才。
语言学家王力在给郑张尚芳的回信中，称他“无师自通”，“十分难得”。
中国社科院研究员吴安其认为郑张尚芳为人单纯，一心专注于学术研究，从未利用学术声望为个人谋取利益，其品格值得钦佩。